# Il paradiso probabilmente
Il paradiso probabilmente (It Must Be Heaven) è un film del 2019 diretto da Elia Suleiman.
La pellicola è stata  presentata il 24 maggio 2019 e candidata per la Palma d'oro al Festival di Cannes del 2019. Al festival francese ha ricevuto il Premio FIPRESCI come il miglior film in concorso e ha anche ricevuto una menzione speciale.